# Salto con gli sci alla XXV Universiade invernale
Nel salto con gli sci alla XXV Universiade invernale si sono disputate quattro gare: tre maschili e una femminile. Le gare si sono svolte dal 28 gennaio al 3 febbraio 2011 a Erzurum, in Turchia, sui trampolini HS109 e HS140 Kiremitlik Tepe.

## Podi

### Uomini
| Evento            |                                                |         |                                              |        |                                                            |       |
| Oro               | Punteggio                                      | Argento | Punteggio                                    | Bronzo | Punteggio                                                  |       |
| HS109 individuale | Matej Dobovšek                                 | 269,0   | Maciej Kot                                   | 254,9  | Žiga Mandl                                                 | 254,5 |
| HS140 individuale | Matej Dobovšek                                 | 285,7   | Maciej Kot                                   | 281,9  | Žiga Mandl                                                 | 271,6 |
| HS109 a squadre   | Giappone Shōtarō Hosoda Yumu Harada Shō Suzuki | 743,0   | Slovenia Rok Mandl Matej Dobovšek Žiga Mandl | 742,4  | Polonia Jakub Kot Wojciech Gąsienica-Kotelnicki Maciej Kot | 735,8 |

### Donne
| Evento            | Oro               | Punteggio | Argento         | Punteggio | Bronzo      | Punteggio |
| HS109 individuale | Elena Runggaldier | 240,8     | Yurika Hirayama | 221,4     | Lisa Demetz | 218,6     |

## Medagliere
| Posizione | Paese    | Oro | Argento | Bronzo | Totale |
| --------- | -------- | --- | ------- | ------ | ------ |
| 1         | Slovenia | 2   | 1       | 2      | 5      |
| 2         | Giappone | 1   | 1       | 0      | 2      |
| 3         | Italia   | 1   | 0       | 1      | 2      |
| 4         | Polonia  | 0   | 2       | 1      | 3      |
| Totale    | Totale   | 4   | 4       | 4      | 12     |